# Tenbu Mega CD Special
Tenbu Mega CD Special (天舞メガＣＤスペシャル) est un jeu vidéo de stratégie au tour par tour sorti en 1992 sur Mega-CD. Le jeu a été développé et édité par Wolfteam. Il est sorti uniquement au Japon.